# Выборы в Екатеринбургскую городскую думу (2005)
Выборы в Екатеринбургскую городскую думу IV-го созыва прошли 20 марта 2005 года. Они прошли по мажоритарной избирательной системе.

## Предшествующие события
С 13 января по 2 февраля назначается период выдвижения кандидатов и сбора подписей избирателей в поддержку их выдвижения. По итогу, ГЦИК Екатеринбурга получила документы на участие от 3 избирательных объединений: Единой России, ЛДПР и КПРФ. Всего было зарегистрировано 297 кандидатов, большая часть из которых впервые стала представлять из себя прослойку предпринимателей и бизнесменов, когда профессиональные политики отказались участвовать на выборах. Традиционно, подали заявки ставленники городской и областной администрации.
При регистрации прошли скандалы, когда ряд членов Единой России отказались избираться от своей партии, или вовсе покинули её ряды из-за крайне низкой популярности партии среди населения.

## Ход выборов
Выборы прошли с нарушениями избирательного процесса. Известны случаи агитации в день голосования, задействие административного ресурса и организация избирательных каруселей. Выборы активно оспаривались оппозиционными деятелями, так, были опротестования по факту фальсификации на некоторых участках результатов голосования, где побеждали деятели недавно образованной Единой России или союзные им независимые кандидаты.
23% голосов были отданы варианту «против всех».
Первые выборы Екатеринбургской городской думы, на которых приняла участие Единая Россия.

## Результаты выборов
| Екатеринбургская городская дума IV-го созыва |                                          |                                       |         |         |       |
| Партия                                       | Партия                                   | Кандидатов                            | Места   | Места   | Места |
| Партия                                       | Партия                                   | Кандидатов                            | До      | После   | +/–   |
|                                              | Единая Россия                            | 11                                    | 0       | 7 (+9)  | новая |
|                                              | Независимые                              | 202                                   | 8       | 19      | ▲+11  |
| Партии, не прошедшие в ЕГД                   |                                          |                                       |         |         |       |
|                                              | Либерально-демократическая партия России | 28                                    | 0       | 0       | ▬     |
|                                              |                                          |                                       |         |         |       |
| Всего                                        | Всего                                    | Всего                                 | 27      | 35      | ▲+8   |
| Зарегистрированных избирателей / Явка        | Зарегистрированных избирателей / Явка    | Зарегистрированных избирателей / Явка | 21,05 % | 21,05 % | ??    |